# Croce per anzianità di servizio militare (Santa Sede)
La croce per anzianità di servizio militare venne istituita da papa Pio IX nel 1849. Essa venne introdotta per distinguere, con uno speciale segno onorifico, i militari di ogni grado che si erano resi benemeriti per lunghi e lodevoli servizi prestati nell'esercito e nella marina pontifici. La medaglia venne abolita nel 1970 con la soppressione dei corpi militari pontifici.

## Insegne
La medaglia è costituita da una croce maltese in argento o bronzo, avente in centro un disco riportante sul diritto una croce ed il nome latino del papa che aveva concesso l'onorificenza e sul retro, in numeri romani, gli anni di servizio (XX o XXX). Le croci erano sormontate dal triregno e dalle chiavi di San Pietro in bronzo o argento a seconda della classe.
Il nastro è bianco con una striscia gialla al centro.